# Bandar Baru (Kuta Alam)
Bandar Baru is een bestuurslaag in het regentschap Banda Aceh van de provincie Atjeh, Indonesië. Bandar Baru telt 5818 inwoners (volkstelling 2010).